# 金屋站
金屋站（日语：／ Kanaya eki */?）是位於愛知縣名古屋市守山區大牧町，名古屋導向巴士導向巴士志段味線（Yutorito Line）的車站。車站編號為Y05。

## 歷史
本站在計劃建設車站當初的暫時名稱為守山市民醫院西站。
- 2001年3月23日 - 守山市民醫院站啟用[1]。
- 2013年4月1日 - 隨著鄰近的守山市民醫院轉讓至民營，此站改名為金屋站[3]。

## 車站構造
本站是高架車站，設有2面2線的相對式月台。此站沒有職員當值。本站二樓為大堂，三樓則為月台。

### 月台
| 月台 | 路線      | 上下行 | 方向                           |
| ---- | --------- | ------ | ------------------------------ |
| 1    | ■志段味線 | 下行   | 小幡綠地、中志段味、高藏寺方向 |
| 2    | ■志段味線 | 上行   | 大曾根方向                     |

## 車站周邊
此站最接近守山五木醫院（舊·名古屋市立東部醫療中心守山市民醫院），步程約10分鐘。
- 名古屋市立鳥羽見小學（日语：名古屋市立鳥羽見小学校）
- 守山綜合心療醫院
- JR中央本線 新守山站
- 龍泉寺街道（愛知縣道30號關田名古屋線（日语：愛知県道30号関田名古屋線））

## 使用狀況
| 年度                 | 乘車人次(人/日) |
| -------------------- | --------------- |
| 2001年（平成13年度） | 407             |
| 2002年（平成14年度） | 501             |
| 2003年（平成15年度） | 558             |
| 2004年（平成16年度） | 607             |
| 2005年（平成17年度） | 691             |
| 2006年（平成18年度） | 731             |
| 2007年（平成19年度） | 730             |
| 2008年（平成20年度） | 753             |
| 2009年（平成21年度） | 755             |
| 2010年（平成22年度） | 738             |
| 2011年（平成23年度） | 723             |
| 2012年（平成24年度） | 748             |
| 2013年（平成25年度） | 812             |
| 2014年（平成26年度） | 846             |
| 2015年（平成27年度） | 873             |
| 2016年（平成28年度） | 900             |
| 2017年（平成29年度） | 942             |
| 2018年（平成30年度） | 943             |
| 2019年（令和元年度） | 937             |

※ 上述數據是由一年總乘車人次除以該年度的曆日（四捨五入）

## 相鄰車站
名古屋導向巴士
導向巴士志段味線
守山（Y04）－金屋（Y05）－川宮（Y06）

## 注腳
1. 1 2  曾根悟（監修）. 朝日新聞出版分冊百科編集部（編集） , 编. . 週刊朝日百科. 30号 モノレール・新交通システム・鋼索鉄道. 朝日新聞出版. 2011-10-16: 26 （日语）.
2. ↑  佐藤信之. . 鐵道畫刊 (鐵道圖書刊行會). 1996-12, 630: 50 （日语）.
3. ↑  ゆとりーとライントピックス：守山市民病院駅の駅名変更について（お知らせ） （页面存档备份，存于）（日語） - 名古屋導向巴士，2013年2月27日。
4. ↑  名古屋市統計年鑑

## 外部連結
- 金屋 （页面存档备份，存于）（日語） - 名古屋導向巴士